# Acuario de Sevilla
El Acuario de Sevilla se encuentra situado en el Muelle de las Delicias de Sevilla. Dispone de 35 acuarios diferentes que contienen animales pertenecientes a más de 400 especies distintas. Dispone de un oceanario de unos dos millones de litros de volumen y una columna de agua de casi 9 metros de altura. Parte de su recorrido está ambientado en la expedición de Magallanes-Elcano, primera vuelta al mundo.
Pertenece a Aquagestion Sur S.L. y fue abierto al público en 2014.